# Lennart Böhme
Lennart Böhme, född 16 januari 1925 i Alfta, död 18 april 2016 i Mariestad, var en svensk jurist som var lagman i Mariestads tingsrätt från 1985 till 1990.
Böhme blev juris kandidat vid Uppsala universitet 1953 och genomförde sin tingstjänstgöring 1953–1955 innan han blev fiskal i hovrätten för Övre Norrland 1956. Han blev hovrättsråd i hovrätten för Övre Norrland 1965 och vice ordförande på avdelning där 1980. Han var lagman i Mariestads tingsrätt 1985-1990.
Böhme var son till kontraktsprosten David Petersson och hans maka Hervor, född Böhme. Han var från 1953 gift med adjunkten Ulla Böhme, född Westholm 1929.